# Coal City (Illinois)
Coal City is een plaats (village) in de Amerikaanse staat Illinois, en valt bestuurlijk gezien onder Grundy County en Will County.

## Demografie
Bij de volkstelling in 2000 werd het aantal inwoners vastgesteld op 4797. In 2006 is het aantal inwoners door het United States Census Bureau geschat op 5341, een stijging van 544 (11,3%).

## Geografie
Volgens het United States Census Bureau beslaat de plaats een oppervlakte van 6,3 km², geheel bestaande uit land. Coal City ligt op ongeveer 171 m boven zeeniveau.

## Plaatsen in de nabije omgeving
De onderstaande figuur toont nabijgelegen plaatsen in een straal van 12 km rond Coal City.